# 高校授業料無償化・就学支援金支給制度
高校授業料無償化・就学支援金支給制度（こうこうじゅぎょうりょうむしょうか・しゅうがくしえんきんしきゅうせいど）は、日本の教育制度において公立高等学校などの授業料を無償化し、また私立高等学校などに就学支援金を支給して授業料を低減することを目的とした制度であり、日本で2010年度から実施されている。
根拠法令は、高等学校等就学支援金の支給に関する法律（旧称：公立高等学校に係る授業料の不徴収及び高等学校等就学支援金の支給に関する法律）であり、この法律の通称は高校無償化法（こうこうむしょうかほう）である。

## 概要
高等学校、中等教育学校後期課程、特別支援学校高等部、専修学校高等課程、各種学校の高校相当課程の生徒、および高等専門学校の第1学年から第3学年に在学している学生の数に応じ、学校設置者に対し授業料の全部または一部相当額を支給する。支給額は、国公立高校の場合は授業料相当額、私立高校や高専などの場合は保護者の所得によって国公立高校授業料の2倍までである。
国公立全日制高校は年11万8800円、国公立定時制高校は年3万2400円、国公立通信制高校は年6200円を授業料相当額とみなし、国から高校設置自治体に支給されるため、結果的に授業料は無償となる。私立高校は通常年11万8800円、年収250万円未満程度（市町村民税所得割額が非課税）の世帯は23万7600円、250～350万円程度（市町村民税所得割額が18,900円未満）の世帯は17万8200円が就学支援金として国から設置者（学校法人など）に支給されるため、授業料は低減される。なお、収入は支給額の基準となるが、預貯金や借入金の額は無関係である（日本の制度上、貯蓄額の把握は困難であるため）。なお、私立高校の場合、課程による金額の差はなく、定時制・通信制でも全日制と同じ額が支給される。
類似の制度としては、義務教育費国庫負担制度がある。高校授業料無償化・就学支援金支給制度は私立学校へも授業料一部相当額が支給されるが、義務教育費国庫負担制度は私学への授業料の給付はない。なお、私学助成金はこれらの制度とは別に行われている。

### 外国人学校の扱い
2010年度からの無償化では、各種学校となっている外国人学校のうち、「文部科学大臣が定めるところにより、高等学校の課程に類する課程を置くものと認められるものとして、文部科学大臣が指定したもの」も対象になっており、朝鮮学校高級部は他のインターナショナルスクール同様各種学校として認可・開設されていることから、文部科学大臣が指定すれば就学支援金が支給される可能性があった。しかし2012年末、文部科学省は「在日本朝鮮人総連合会（朝鮮総連）や北朝鮮との密接な関係が疑われ、就学支援金が授業料に充てられない懸念がある」と表明、2013年2月に無償化の対象となる外国人学校から朝鮮学校を外すため、文部科学省令を改正した。

### 対象となる在学者
年齢制限や国籍制限はないが基本的な無償期間は修業年限に準ずるため、留年をした場合は有償の期間もある。ただし、公立高校の修業年限を超えた後の授業料については、自治体の負担となるため、地域によって取り扱いに差が出る。

### 導入前後の比較
この制度の対象は授業料部分のみなので、修学旅行などの諸費用、私学の入学金などは別途掛かる。導入前までの平均的な学校教育費は、公立が34万4千円、私立が78万5千円であり、導入後にはそれから12万円～24万円が引かれる計算となる。。
なお、この制度が導入される以前から、公立・私立高校には多くの国費や自治体費が投入されてきた。その額は情報源により差があるが、年間一人当たり公立86万円、私立38万円とするもの、公立150万円、私立33万円とするものなどがある。特別支援学校の場合はこれよりもかなり高い。また、自治体によっては、条例を設けて独自に取り組んでいる場合もある。

## 効果
本制度の導入後、埼玉県などでは高校進学率が過去最高を記録し 、全国でも経済的理由による私立高校を中退する者が過去最小を記録した。

## 国の負担
一般会計で扱われ、平成24年度の当初予算額は総額3960億2340万円（対象者362万人見込み）。
- 内訳

公立高等学校授業料不徴収交付金：2379億8600万円
高等学校等就学支援金交付金：1576億8000万円

## 都道府県個別の対応・法案に対する提言など

### 私立高校の無償化・地方自治体の無駄削減による財源負担の提言
・大阪府の橋下徹知事（当時）は、高校無償化法案に上乗せして、私立高校の無償化を行なうことを宣言した。2010年度から一定所得以下の世帯に向けて無償化された。大阪府は実際に高所得者を除いて私立高校は実質無償にした、維新の会のメンバーが市長になったところは0～5歳まで幼稚園と保育園を無償化している。橋下は「国の役割と地方の役割の理屈を国会議員がわかってない。国は大学、高校は都道府県、幼稚園と保育園は市区町村でやればいい」と地方自治体の改革をしないで、国による無償化財源支出に批判している。幼稚園や保育園の無償化、高校の無償化は可能と断言して国が負担することより民間より遥かに高い給与をもらってるように無駄な税金の使い方が山ほどある全国の自治体公務員の給与を民間と同じくらいまで削減すれば、5兆4千億円が簡単に出てくるとしている。公務員の天下り先に対して癒着で発注されている業務を随意契約から入札に切り替えれば地方公務員と国家公務員の人件費合計27兆円からコストダウンできるとして教育の無償化は地方自体が出すべきと訴えている。
・大阪府の松井一郎知事は、2016年度以降も私学無償化を継続することを明らかにした。子供が多い世帯に配慮し、子供が3人以上いる世帯を優遇する見直しが行われた。松井知事は「家庭の事情で夢をあきらめることがないように続けたい」と述べたという。私学進学者の割合は、制度導入前の2010年度の27.4％から、導入後の2010年度以降は32～34％台に増加した。
大阪府に引き続き、京都府（山田啓二知事）も所得制限付きの私立高校無償化を進める方針を2010年1月に公表した。
- 京都府が私立高校無償化 年収350万未満世帯で

大阪府、京都府、広島県は私立高校への支給の上積みがあり、手厚いと評価されている。

### 年限超過者への対応
佐賀県では、修業年限を1年超える生徒に対しては、やむをえない事情の場合、自治体が費用を負担することで無償化対象とする（なお、上記記事では「留年者～」という表現が使われているが、修業年限以内であればたとえ2回留年しても、もともと無償化の対象である）。
毎日新聞の調べによると、規定年数を超えた留年者や卒後再入学者から授業料を徴収するとしている都道府県は19あり、どちらからも原則的に徴収しないとしている都道府県は24あり、卒後再入学者からのみ徴収としている都道府県は4ある。ただし留学や病気の場合は徴収しないとしている自治体も多い。これについて、尾木直樹教授は「高校授業料無償は国際常識で、学力を養うことは国家の問題。すべて無償にすべきだ」とコメントした。

### その他
日本の教育を考える10人委員会は、義務教育の給食費などの諸費用も含めた完全無償化を提言した。

## 法案の設立までの経緯
国際人権規約の、高等学校・大学等（専門学校も含む）の学費無償化を求める部分を留保していたのは、日本とマダガスカルの2国のみとなり、早期に国際水準に追いつくことが求められていた。ただし、鈴木寛議員は国会での質疑に対し、高校の無償化は、義務教育化とは一線を画す物だとしている（議会において本法案についての民主党側発言者のほとんどが鈴木議員である）。
当初は、日本国憲法や私学助成制度の問題で、二分の一条項というものがあり、学説によってはそれを超えて私立学校に支援を行えないとされていたため、学校側への給付ではなく、家庭への給付とすることによって、法律上のハードルを乗り越えるという意図があり、家庭への給付を想定していた。しかし、その後文部科学省や地方自治体などからの要望で、自治体を経由して学校側に給付することが確定したため、必ずしも強固な法的障害があるわけではなかったことが分かる。
また、民主党関係者は読売新聞に対して、「負担軽減を実感してもらうには直接給付（家庭への給付）」と本音ものぞかせている。一方、逆に学校給付になったことに対して、民主党は「マニフェスト以上のことができた」と自ら評価している。
2009年（平成21年）の第171回国会の参議院に提出されたもの（第一七一回 参第七号）は、参議院では可決されたが、衆議院では解散により審査未了となった。この第171回およびそれ以前の法案では「国公立の高等学校における教育の実質的無償化の推進及び私立の高等学校等における教育に係る負担の軽減のための高等学校等就学支援金の支給等に関する法律案」との名称であり、20歳以下の高校生の保護者に対し、就学支援金を支給するという内容だった。現行制度との違いは、年齢制限と、支給対象者である。
保護者に対する給付とされていた時期は、すでに授業料免除となっている生徒の場合の取り扱いについては明確に決まっていなかった。（減免対象者にも給付すると生徒側に収益が生じてしまう）
学校給付方式に変更後、自治体によっては、すでに減免の対象になっている生徒についても、整合性を取る形で、規定を設けている場合がある。
教育現場では無償化は長年の悲願であったといわれる。また学制改革後の新制高校制度発足時には、将来的には無償化や全入が予定されていたとされ、60年越しに実現した。
- 2008年
  - 3月18日 - 1回目の法案が参議院に提出された[22]。
- 2009年
  - 3月25日 - 2回目の法案が参議院に提出された。発議者は福山哲郎 鈴木寛 水岡俊一 藤末健三 植松恵美子 大島九州男 [23]。
  - 4月23日 - 参議院文教科学委員会で可決。
  - 4月24日 - 参議院本会議で賛成132、反対103で可決。同日、衆議院に付託。
  - 7月21日 - 衆議院での審査未了のまま、衆議院解散[24]。
  - 8月30日 - 第45回衆議院議員総選挙。民主党が単独過半数を占め第一党となったため、実施の可能性が高まった。次期通常国会での成立を目指す。
  - 9月14日 - 民主党と文部科学省が、世帯への支給から、自治体を通じた学校への支給に見直す調整に入ったと報じられた[25]。
  - 9月25日 - 保護者への給付から自治体を通じての学校への給付に転換すると報道された。川端達夫文科大臣は家庭給付、文科省側は学校給付を主張していたが、大臣が方針を転換した。[26]
  - 12月23日 - 私立高校への支給額は世帯年収が250万円未満の場合は公立の2倍、250万円以上350万円未満の場合は公立の1.5倍となることが決まったと報道された[27]。当初は、年収500万円未満は2倍とされていたが、収入基準を厳しくすることで予算を600億円弱削減した。
- 2010年
  - 1月14日 - 国費による無償化の期間は基本的に修業年限までとする方針であると報道された。それを超える分については自治体の裁量となる。支給期間の上限はこれまでの法案にもあったため、それを踏襲する内容。[28]
  - 1月18日 - 第174回国会開会。会期中に、子ども手当法案と共に、3回目の高校無償化法案も提出される。
  - 3月12日 - 衆議院文部科学委員会で、3年後の見直し規定が付則に追加、強行採決により可決。
  - 3月16日 - 衆議院本会議で可決。
  - 3月31日 - 参議院本会議で賛成152、反対75で可決。反対会派は自民党・改革クラブのみ。公立高等学校に係る授業料の不徴収及び高等学校等就学支援金の支給に関する法律が成立。年齢制限はなくなっているが、いつごろどんな理由でなくす方針が決まったかは不明。
  - 4月1日 - 法律施行。